# 中國水利水電科學研究院

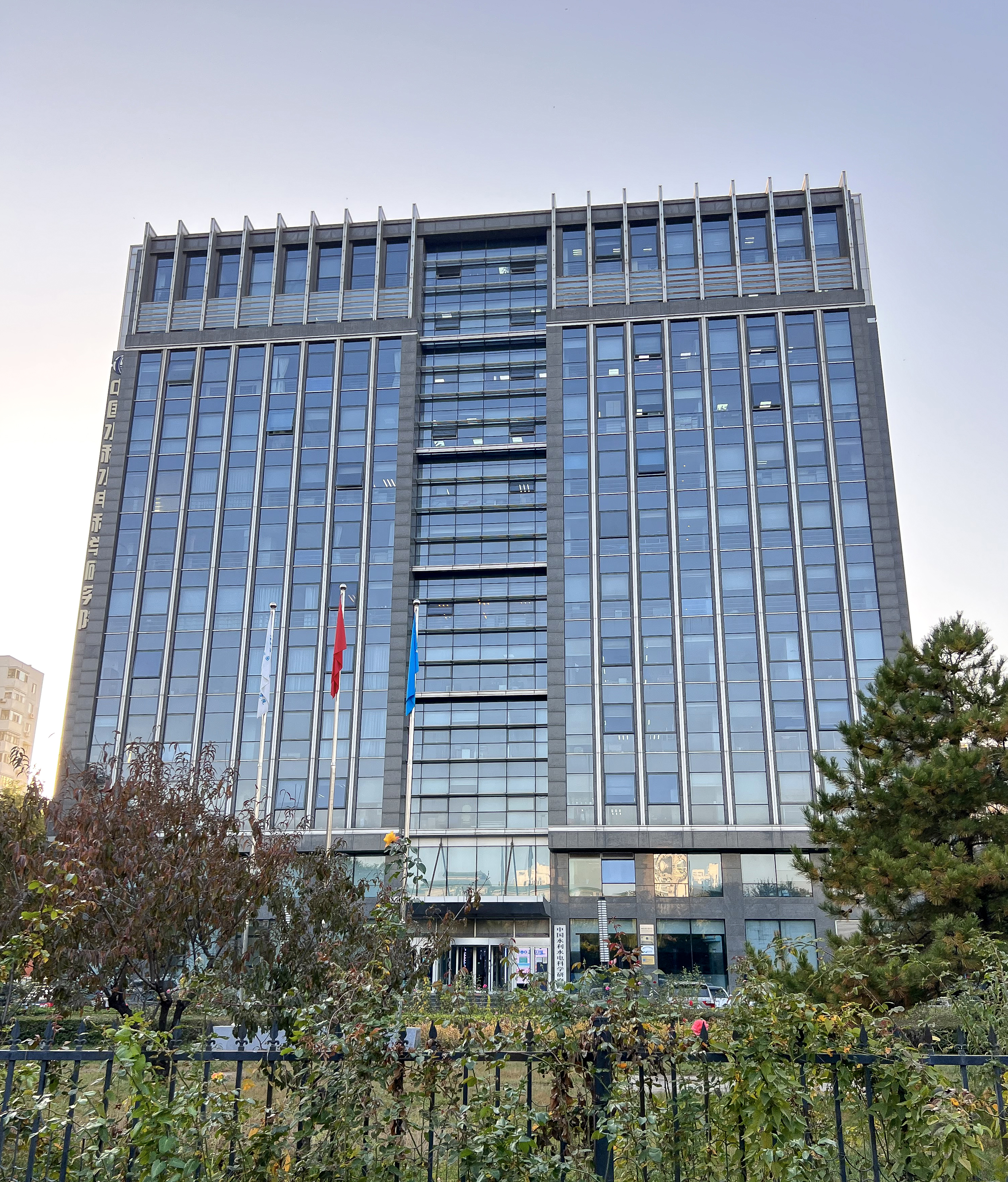
水科院南院

中国水利水电科学研究院（英語：China Institute of Water Resources and Hydropower Research），简称中国水科院，为隶属中华人民共和国水利部的一个从事水利水电科学研究的公益性研究机构，位于北京市海淀区，設有大兴试验基地和延庆试验基地。此外有呼和浩特的牧区水利科学研究所和天津市的水利电力机电研究所为分部。曾任院长张光斗院士、林秉南院士等。现任院长匡尚富。曾經承辦網站中国水利科学网。

## 历史沿革
1933年中国第一水工试验所建立，后与1942年建立的中央水利实验处人员合并，1956年成立水利部水利科学研究院。1958年，中国科学院水工研究室、水利部水利科学研究院和电力工业部水电科学研究院合并为水利水电科学研究院。1994年9月5日，改名为中国水利水电科学研究院，是中华人民共和国水利水电科学技术研究的中心。

## 下属机构

### 科研机构
- 水资源研究所
- 防洪抗旱减灾研究所
- 水环境研究所
- 水利研究所
- 工程抗震研究中心
- 岩土工程研究所
- 结构材料研究所
- 泥沙研究所
- 水力学研究所
- 遥感技术应用开发中心
- 牧区水利科学研究所
- 水利史研究所
- 水电可持续发展研究中心

### 重点实验室
- 水利部水沙科学与江河治理重点实验室
- 水利部水工程建设与安全重点实验室

### 工程技术中心
- 国家节水灌溉北京工程技术研究中心
- 国家农业灌排设备质量监督检验中心
- 国家水电可持续发展研究中心
- 水利部防洪抗旱减灾工程技术中心
- 水利部水资源与水生态工程技术研究中心
- 水利部水土保持生态工程技术研究中心
- 水利部草地水土保持生态研究中心
- 水利部水环境监测评价研究中心
- 水利部遥感技术应用中心
- 水利部江河水利志收藏馆

### 院属企业
- 北京中水科工程总公司
- 北京爱德服务总公司
- 北京中水科水电科技开发有限公司
- 北京中水科海利工程技术有限公司
- 天津水利电力机电研究所
- 北京中水科信息技术有限公司